# Mushu (sockenhuvudort i Kina, Guizhou Sheng, lat 28,38, long 109,26)
Mushu (kinesiska: 木树, 木树乡) är en sockenhuvudort i Kina. Den ligger i provinsen Guizhou, i den sydvästra delen av landet, omkring 320 kilometer nordost om provinshuvudstaden Guiyang. Antalet invånare är 13 954. Befolkningen består av 6 756 kvinnor och 7 198 män. Barn under 15 år utgör 29,0 %, vuxna 15-64 år 59 %, och äldre över 65 år 11,0 %.